# Джада Файер
Джада Файер (англ. Jada Fire), настоящее имя — Тениша Роберта Майлз (англ. Tenisha Roberta Myles; род. 1 сентября 1976[…], Лос-Анджелес, Калифорния) — американская порноактриса.

## Биография
Джада Файер пришла в порноиндустрию в 1998 году в возрасте 22 лет. До этого времени она работала в KFC и Taco Bell, а также службе секс по телефону. В 2008 году она исполнила роль Конди (пародия на бывшего государственного секретаря США Кондолизу Райс) в фильме студии Hustler Who's Nailin' Paylin?. 11 января 2011 года она исполнила небольшую роль в полицейской драме канала TNT «Саутленд». В серии Punching Water она сыграла роль подружки члена лос-анджелесской банды.
2 февраля 2012 года Джада Файер объявила о завершении карьеры порноактрисы.
По данным на 2020 год, Джада Файер снялась в 849 порнофильмах.

## Премии
- 2007 AVN Award — Лучшая сцена анального секса, фильм — Manhunters[6]
- 2009 Urban X Award — Лучшая исполнительница анального секса[7]
- 2010 включена в Зал славы XRCO[8]
- 2011 включена в Зал Славы AVN[9]
- 2011 Urban X Award — Лучшая исполнительница анального секса[10]